# Ново-Градиште
Ново-Градиште (болг. Ново градище) — село в Болгарии. Находится в Великотырновской области, входит в общину Стражица. Население составляет 88 человек (2022).

## Политическая ситуация
В местном кметстве Ново-Градиште, в состав которого входит Ново-Градиште, должность кмета (старосты) исполняет Румянка Русева Драганова (Болгарская социалистическая партия (БСП)) по результатам выборов правления кметства.
Кмет (мэр) общины Стражица — Стефан Рачков Стефанов (Национальное движение «Симеон Второй» (НДСВ)) по результатам выборов в правление общины.